# Sonochrome
 (signalé en mai 2025).
Si vous disposez d'ouvrages ou d'articles de référence ou si vous connaissez des sites web de qualité traitant du thème abordé ici, merci de compléter l'article en donnant les références utiles à sa vérifiabilité et en les liant à la section « Notes et références ».
- Archive Wikiwix
- Bing
- Cairn
- DuckDuckGo
- E. Universalis
- Gallica
- Google
- G. Books
- G. News
- G. Scholar
- Persée
- Qwant
- (zh) Baidu
- (ru) Yandex
- (wd) trouver des œuvres sur Wikidata

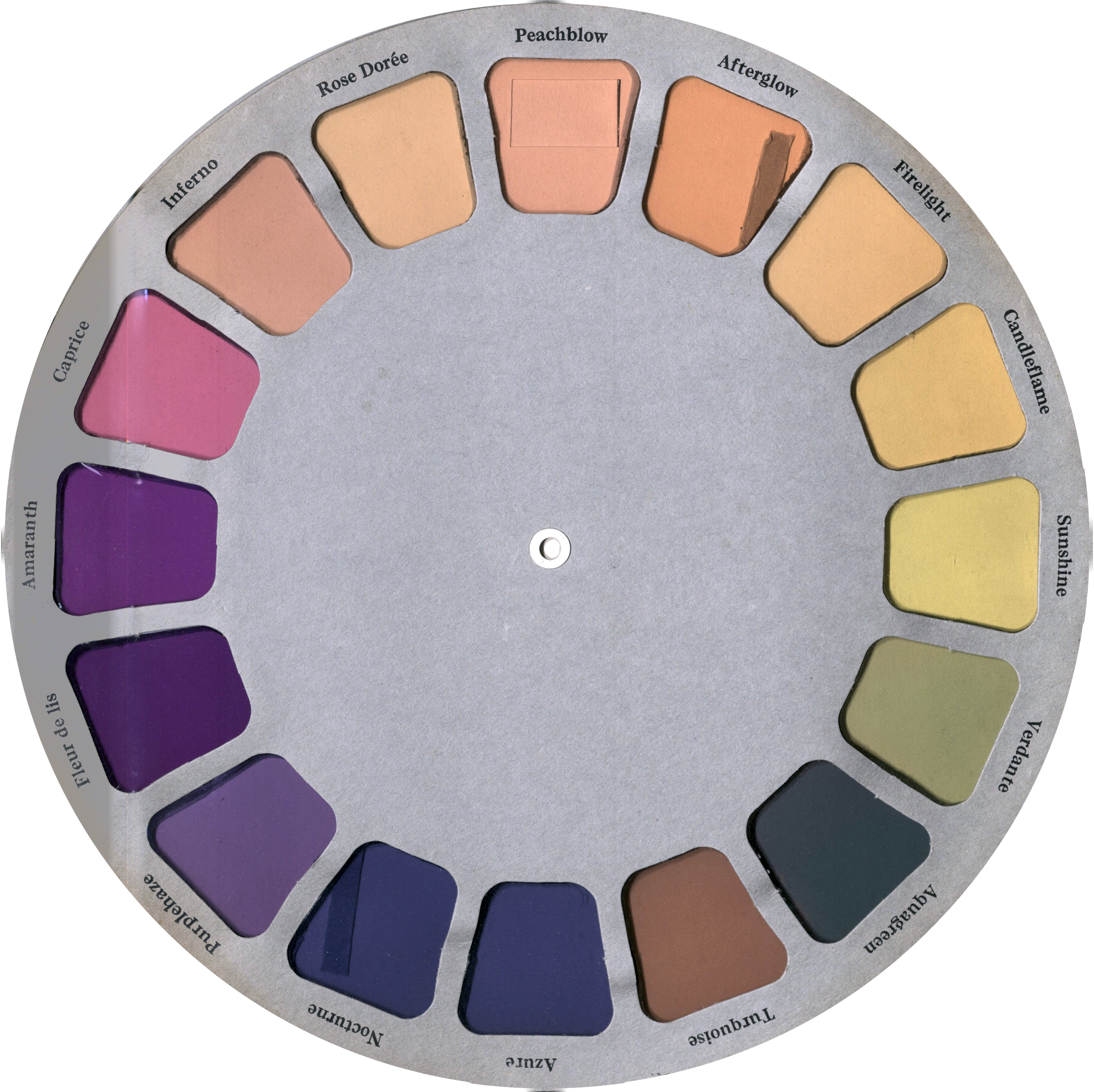
Nuancier des 17 tons disponibles du film sonochrome.

Le sonochrome est une pellicule photographique teintée compatible avec l’exploitation d’une bande-son mise au point par Kodak en 1928 et commercialisée jusque dans les années 1970. Elle était disponible en 17 tons.